# 숀 화이트
숀 로저 화이트(영어: Shaun Roger White, 1986년 9월 3일~)는 미국의 스노보드 선수, 스케이트보드 선수이다. 2006년 동계 올림픽과 2010년 동계 올림픽, 2018년 동계 올림픽 스노보드 하프파이프 부문에서 금메달을 획득한 세계적인 선수이다. 동계 올림픽 외에도 많은 대회에서 우승하였고, 스케이트보드 선수로도 활동하고 있다.